# راپیرا
راپیرا (به روسی: Рапира) یک زبان برنامه‌نویسی توسعه یافته در اتحاد جماهیر شوروی است که نگارش پایه آن از حروف روسی بهره می‌برد. این زبان عمدتاً در رایانه‌های PDP-11، پردازنده‌های اینتل ۸۰۸۰ و زیگلون زد ۸۰ مورد استفاده قرار می‌گرفت.

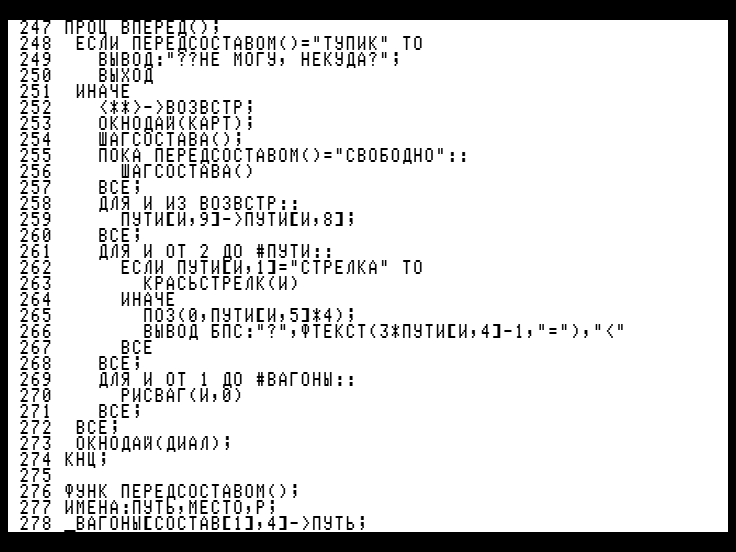